# Barbados ai Giochi della XXIX Olimpiade
Barbados ha partecipato ai Giochi della XXIX Olimpiade di Pechino, svoltisi dall'8 al 24 agosto 2008, con una delegazione di 8 atleti.

## Atletica leggera
| Gara                    | Atleta          | Batterie | Batterie | Quarti | Quarti | Semifinali | Semifinali | Finale | Finale |
| Gara                    | Atleta          | Tempo    | Pos.     | Tempo  | Pos.   | Tempo      | Pos.       | Tempo  | Pos.   |
| ----------------------- | --------------- | -------- | -------- | ------ | ------ | ---------- | ---------- | ------ | ------ |
| 100 m maschili          | Andrew Hinds    | 10"35    | 5        | 10"25  | 5      |            |            |        |        |
| 110 m ostacoli maschili | Ryan Brathwaite | 13"38    | 2        | 13"44  | 2      | 13"59      | 7          |        |        |
| 100 m femminili         | Jade Bailey     | 11"46    | 2        | 11"67  | 8      |            |            |        |        |
| 200 m femminili         | Jade Bailey     | 23"62    | 7        |        |        |            |            |        |        |

## Nuoto
| Gara               | Atleta          | Batterie | Batterie | Semifinali | Semifinali | Finale | Finale |
| Gara               | Atleta          | Tempo    | Pos.     | Tempo      | Pos.       | Tempo  | Pos.   |
| ------------------ | --------------- | -------- | -------- | ---------- | ---------- | ------ | ------ |
| 50 m stile libero  | Martyn Forde    | 23"08    | 51       |            |            |        |        |
| 100 m stile libero | Terrence Haynes | 50"50    | 47       |            |            |        |        |
| 100 m rana         | Andrei Cross    | 1'04"57  | 55       |            |            |        |        |
| 200 m misti        | Bradley Ally    | 1'58"57  | 5        | 1'59"53    | 9          |        |        |
| 400 m misti        | Bradley Ally    |          |          | 4'14"01    | 10         |        |        |

## Vela
| Gara           | Atleta          | Regata | Regata | Regata | Regata | Regata | Regata | Regata | Regata | Regata | Regata     | Regata | Punteggio | Pos. |
| Gara           | Atleta          | 1      | 2      | 3      | 4      | 5      | 6      | 7      | 8      | 9      | 10         | M      | Punteggio | Pos. |
| -------------- | --------------- | ------ | ------ | ------ | ------ | ------ | ------ | ------ | ------ | ------ | ---------- | ------ | --------- | ---- |
| Laser maschile | Gregory Douglas | 41     | 43     | 43     | 34     | 33     | 30     | 40     | 37     | 41     | cancellata |        | 299       | 43   |